# 胡巴里夫卡 (哈爾科夫州)
50°9′56″N 35°21′40″E / 50.16556°N 35.36111°E
胡巴里夫卡（羅馬化：Hubarivka）是位於烏克蘭東部的村莊，由哈爾科夫州博霍杜希夫區的博霍杜希夫市鎮負責管轄。該村處於梅爾拉河右岸，始建於1685年，面積5.74平方公里，海拔高度182米，2001年人口1,456。